# Kranichpagode

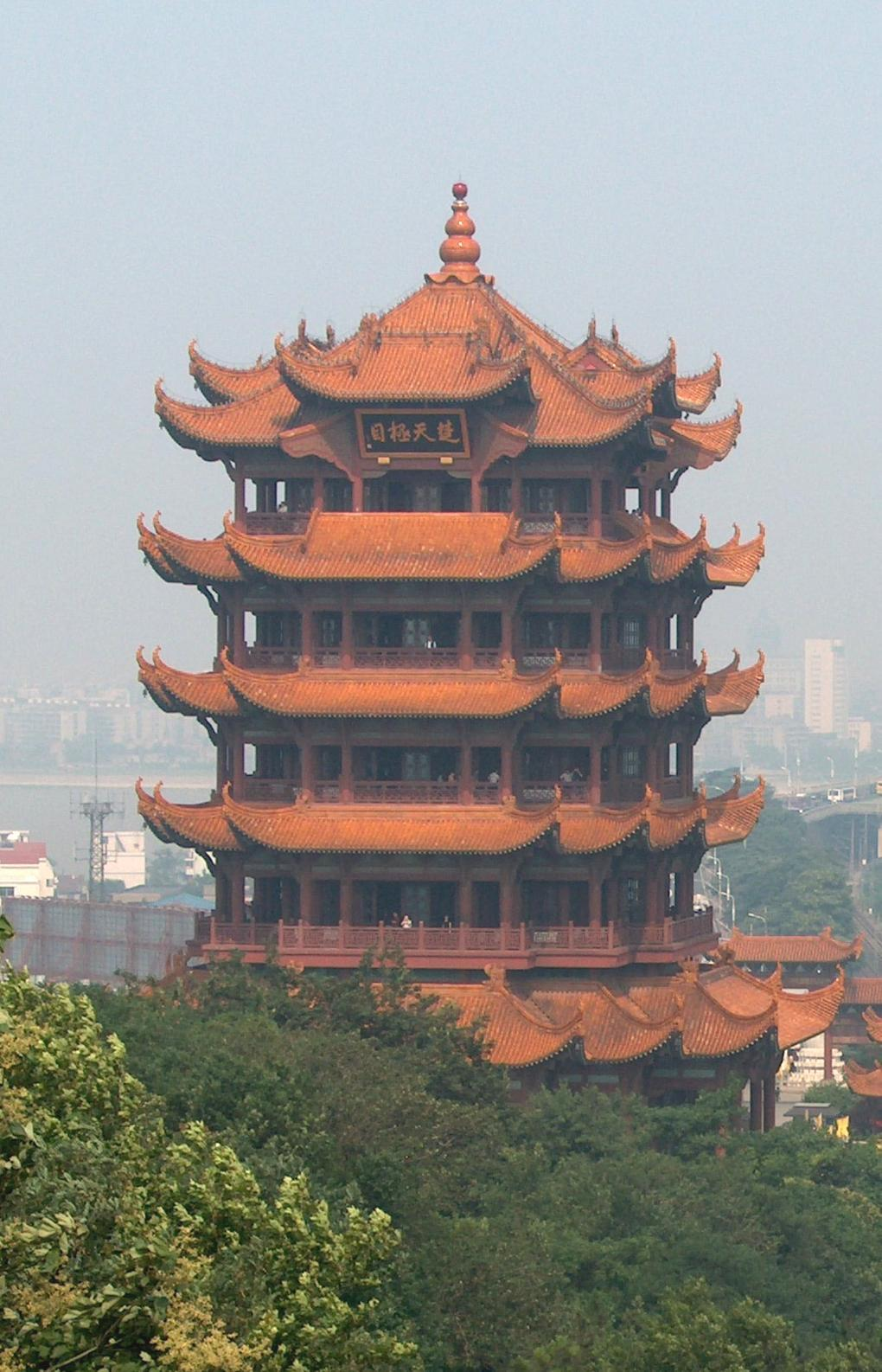
Kranichpagode

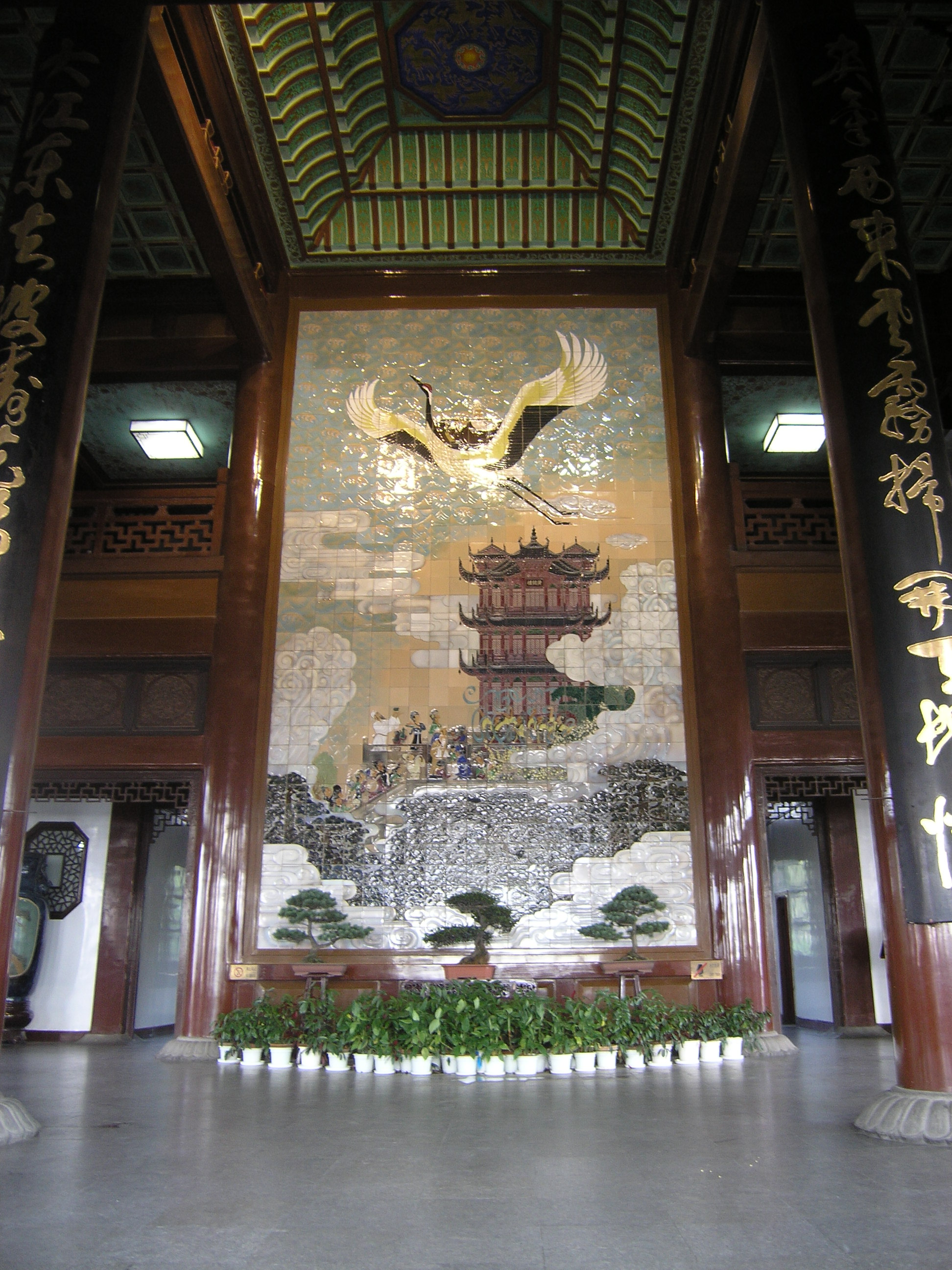
Kranichpagode im Erdgeschoss

Die Pagode des gelben Kranichs (chinesisch 黃鶴樓 / 黄鹤楼, Pinyin Huánghèlóu – „Gelber-Kranich-Turm“) ist ein kunstgeschichtlich bedeutsames Bauwerk in Wǔhàn, Provinz Hubei in der Volksrepublik China.

## Lage
Die Pagode befindet sich auf dem Sheshan Berg mitten im Stadtteil Wuchang und damit nahe dem Jangtsekiang. Dieser Berg erhebt sich merklich über die Stadt, weshalb man von der Kranichpagode einen weiten Ausblick auf alle Stadtteile hat. Die Pagode wurde auf dem sogenannten „Gelben Kranichfelsen“ gebaut, daher rührt der Name.

## Geschichte
Errichtet wurde die Anlage im Jahre 223, während der Zeit der drei Reiche (三國 / 三国), als Holzkonstruktion. In den folgenden Jahrhunderten wurde der Turm öfter durch Feuer, aber auch durch wechselnde Herrscher zerstört. Somit durchlief er unterschiedliche Stadien des Aussehens. Im Inneren des Turms findet man heute Holztafeln und Modelle, die die Geschichte und die Veränderungen mit der Zeit erläutern und zeigen.
Cui Hao (chin. 崔顥 / 崔颢 Pinyin Cuī Hào), ein gefeierter Dichter der Tang-Dynastie (唐朝), besuchte das Gebäude im frühen achten Jahrhundert. Sein Gedicht mit dem Namen „Huanghe-Turm“ machte den Turm zum bekanntesten Gebäude in Südchina.

## Fakten
Der jetzige Turm wurde 1985 fertiggestellt, das Design wurde von Bildern aus der Qing-Dynastie (清朝) übernommen. Die Bauarbeiten haben vier Jahre gedauert. Er hat fünf Stockwerke und ist 51 Meter hoch. Bis auf den installierten Aufzug entspricht der Turm sowohl innen als auch außen dem geschichtlichen Vorbild.